# Bruno Montaleone
Bruno Montaleone (Rio de Janeiro, 19 de junho de 1996) é um ator brasileiro.

## Carreira
Bruno chegou a fazer dois períodos no curso de Direito, mas acabou trancando a faculdade para se dedicar totalmente à atuação. Em 2015 fez os testes para Malhação, e passou para o pequeno papel de Glauco.  Em 2017 fez uma participação em Os Dias Eram Assim, e em 2018 interpretou Jhonny em O Outro Lado do Paraíso e Bento em O Tempo Não Para, um personagem que faz pose de poeta rebelde e revolucionário, quando, na verdade, é totalmente inexperiente. Em 2020 estreou em filmes no longa Diários de Intercâmbio, ao lado de Larissa Manoela, Thati Lopes e David James.
Em 2022, entrou para o elenco do filme Perdida, baseado no best-seller da escritora brasileira Carina Rissi. O longa está programado para ser lançado em 2023.

## Vida pessoal
Entre 2017 e 2019 namorou a modelo e estilista Sasha Meneghel. Entre 2022 e 2024, namorou com a cantora e compositora Clarissa Müller.

## Filmografia

### Televisão
| Ano     | Título                         | Personagem                                  | Notas                       |
| ------- | ------------------------------ | ------------------------------------------- | --------------------------- |
| 2015    | Malhação: Seu Lugar no Mundo   | Glauco Farias                               |                             |
| 2016    | Malhação: Pro Dia Nascer Feliz | Glauco Farias                               |                             |
| 2017    | Os Dias Eram Assim             | Aluno de Natália                            | Episódios: "13–16 de junho" |
| 2018    | O Outro Lado do Paraíso        | João de Assis (Johnny)                      |                             |
| 2018    | O Tempo Não Para               | Francisco Bento de Castro Dominguez (Bento) |                             |
| 2019    | Dança dos Famosos              | Participante (11º Lugar)                    | Temporada 16                |
| 2021    | Verdades Secretas II           | Matheus Ewbank                              |                             |
| 2022-24 | De Volta aos 15                | Fabrício (Adulto)                           |                             |
| 2023    | Amor Perfeito                  | Ivan Evaristo                               |                             |
| 2024-25 | Mania de Você                  | Cristiano Nogueira                          |                             |

### Filmes
| Ano  | Título                   | Personagem           | Notas |
| ---- | ------------------------ | -------------------- | ----- |
| 2021 | Diários de Intercâmbio   | Lucas Paredes Hamlin |       |
| 2021 | Detetive Madeinusa       | Uóston               |       |
| 2023 | Perdida                  | Ian Clarke           |       |
| 2023 | O Lado Bom de Ser Traída | Thiago Farias        |       |
| 2025 | Homem com H              | Marco de Maria       |       |

## Prêmios e indicações
| Ano  | Prêmio                        | Categoria                     | Indicação               | Resultado | Ref    |
| ---- | ----------------------------- | ----------------------------- | ----------------------- | --------- | ------ |
| 2018 | Meus Prêmios Nick             | Gato Trendy                   | Bruno Montaleone        | Indicado  | [ 20 ] |
| 2018 | Meus Prêmios Nick             | Ship do Ano                   | Bruno e Sasha Meneghel  | Indicado  | [ 21 ] |
| 2018 | Prêmio Contigoǃ Online        | Revelação do Ano              | O Outro Lado do Paraíso | Indicado  | [ 22 ] |
| 2021 | Prêmio F5                     | Homem Mais Sexy               | Bruno Montaleone        | Indicado  | [ 23 ] |
| 2022 | SEC Awards                    | Melhor Ator Nacional em Filme | Diários de Intercâmbio  | Indicado  |        |
| 2024 | Festival Sesc Melhores Filmes | Melhor Ator Nacional          | Perdida                 | Pendente  |        |